# Labeotropheus
Labeotropheus — рід цихлових риб.

## Види
Рід включає 4 види.
- Labeotropheus chlorosiglos Pauers, 2016
- Labeotropheus fuelleborni Ahl 1926 — Блакитна мбуна
- Labeotropheus simoneae Pauers, 2016
- Labeotropheus trewavasae Fryer 1956 — Лабеотрофеус звичайний

## Переглянуті (старі) назви
- Labeotropheus curvirostris Ahl 1926 син. Labeotropheus fuelleborni Ahl 1926